# (14421) 1991 SA1
(14421) 1991 SA1 là một tiểu hành tinh vành đai chính. Nó được phát hiện bởi Robert H. McNaught ở Đài thiên văn Siding Spring ở Coonabarabran, New South Wales, Australia, ngày 30 tháng 9 năm 1991.